# 包头南站
包头南站位于内蒙古自治区包头市九原区万兴公，地处黄河北岸，是包西铁路的一个车站，2008年10月开工，2010年完工，现为呼和浩特铁路局包头站下辖的四等站，目前仅办理路用货物发送、到达，不办理客运业务、零散货物快运和批量零散货物快运业务。本站亦有前往包头西站的包西疏解线，但该疏解线为货车专用，包兰线转包西线的客车仍进包头站调向。